# Punta Baretti
Punta Baretti (4013 m n. m.) je hora v Montblanském masivu v Grajských Alpách. Leží na území Itálie v regionu Valle d'Aosta. Na vrchol je možné vystoupit od chat Rifugio del Goûter (3817 m) a Rifugio Torino (3375 m) .
Horu poprvé zdolali 28. července 1880 Jean-Joseph Maquignaz a Martino Baretti.